# Léonore Baulac
Scènes principales
Opéra national de Paris
Léonore Baulac, née le 10 mai 1990 à Paris, est une danseuse franco-norvégienne,. Elle est danseuse étoile  du ballet de l'Opéra national de Paris. Elle a été nommée le 31 décembre 2016 par Aurélie Dupont à l'issue de sa première apparition dans le rôle d'Odette/Odile.

## Les débuts
Léonore Baulac commence la danse à l'âge de quatre ans au conservatoire de Saint-Cloud .
En 2000, quand elle a dix ans, une professeure, Monique Servaes, détecte à Suresnes son potentiel pour la danse.
À 11 ans et demi, Léonore Baulac passe le concours international de Caen et obtient une médaille d'or. À cette occasion, elle se fait remarquer par des étoiles et des futurs étoiles de l'Opéra de Paris. Agnès Letestu et José Martínez sont dans le jury. Cela décide Léonore Baulac à devenir danseuse.
Deux fois, Léonore Baulac ne réussit pas le concours d'entrée de l'École de danse de l'Opéra national de Paris, elle passe donc deux ans au Conservatoire national supérieur de Paris (CNSMDP).

## École de danse
En 2005, à l'âge de 15 ans, Léonore Baulac est admise à l'École de danse  de l’Opéra national de Paris comme élève payante. 
En 1re division elle danse le rôle principal de Soir de fête de Léo Staats et de Symphonie en trois mouvements de Nils Christe lors du spectacle de l'École de Danse.

## Ballet de l'Opéra de Paris

### Dans le corps de ballet
Léonore Baulac est admise dans le corps de ballet en 2008,,.
Elle participe les dernières années à l’essentiel des productions  du corps de ballet de l'Opéra de Paris comme Onéguine de John Cranko, Paquita de Pierre Lacotte, Joyaux de Balanchine et, bien sûr, la plupart des ballets de Noureev, Raymonda, La Bayadère, Casse-Noisette, Cendrillon, Le Lac des cygnes et Roméo et Juliette.
Par ailleurs, Léonore Baulac est avec Josua Hoffalt, Ludmila Pagliero, ou François Alu membre de « 3e étage »,, un groupe de danseurs du Ballet de l'Opéra national de Paris se produisant indépendamment sous la direction du chorégraphe Samuel Murez. Au sein de 3e étage, elle a participé aux tournées en France, en Espagne, et en Argentine depuis 2009.
Léonore Baulac est choisie en mai 2011 par Anne Teresa De Keersmaeker pour l’entrée au répertoire du ballet Rain,. 
En 2012, elle tient un rôle de soliste dans le ballet emblématique et virtuose In the middle somewhat elevated de William Forsythe . 

### Promue coryphée
La saison 2013-2014 marque comme un tournant, qui permet à Léonore Baulac de gravir les échelons de la hiérarchie du ballet de l'Opéra de Paris.
Elle danse Olympia lors de la reprise de La Dame aux camélias de John Neumeier, un rôle de soliste qu’elle reprend en 2014 lors de la tournée de la compagnie au Japon.
Léonore Baulac est promue coryphée, le 9 novembre 2013 après avoir interprété une variation extraite de In the middle somewhat elevated de William Forsythe. 
Benjamin Millepied, qui est le directeur du ballet de l'Opéra de Paris depuis le 1er novembre 2014, choisit Léonore Baulac en mai 2014 pour danser dans sa création Daphnis et Chloé,. Elle y interprète notamment le rôle de Lycénion. 
En décembre 2014, Léonore Baulac se voit confier le rôle de Clara dans Casse-Noisette de Rudolf Noureev, qu'elle danse avec Germain Louvet à l'Opéra Bastille.

### Promue sujet
Léonore Baulac est promue sujet le 6 décembre 2014, à l'issue du concours annuel de promotion du ballet de l'Opéra national de Paris.
Elle est classée première avec la variation libre « The Four Seasons, variation du Printemps » de Jerome Robbins .
En mars 2015, elle est soliste dans la création de John Neumeier Le Chant de la Terre.
Le 15 février 2015, elle danse avec François Alu à Bourgesun pas de deux contemporain qu'il créé pour eux : La Sylphide.
Dans la saison 2015-2016, elle est distribuée dans « Clear, Loud, Bright, Forward/ Opus 19/ The Dreamer/ Thème et variations » une soirée de ballet chorégraphié par George Balanchine, Benjamin Millepied, Jerome Robbins et dans « Quatuor no 4/Die grosse Fuge/Verklärte Nacht » chorégraphié par Anne Teresa De Keersmaeker.

### Promue première danseuse
Léonore Baulac est promue première danseuse le 3 novembre 2015 avec effet au 1er janvier 2016, à l'issue du concours annuel de promotion du ballet de l'Opéra national de Paris.

### Nommée Étoile à l'Opéra national de Paris
Léonore Baulac est nommée étoile lors de la dernière représentation à l'Opéra Bastille du Lac des cygnes le 31 décembre 2016, sur proposition d'Aurélie Dupont, directrice de la danse à l'Opéra, par Stéphane Lissner, directeur de l'Opéra.

## Récompenses
Le 14 novembre 2014, Léonore Baulac reçoit conjointement avec Allister Madin le prix de l'AROP,. À cette occasion, Benjamin Millepied fait réaliser un clip vidéo par Louis de Caunes : Haut vol.
- Chevalier de l'ordre des Arts et des Lettres (2025)

## Activités hors de l'Opéra de Paris
En juillet 2014, Léonore Baulac est choisie pour être la nouvelle égérie Merlet et Souliers de l'Opéra national de Paris.
Léonore Baulac est aussi ambassadrice de l'association What Dance Can Do, qui a pour but d'apporter la danse aux enfants, adolescents souffrant de maladies ou de la pauvreté.

## Répertoire
Avec le Ballet de l'Opéra de Paris
- Giselle (ballet) de Jean Coralli et Jules Perrot - Giselle
- La Fille Mal Gardée de Frederick Ashton - Lise
- Brahms-Schönberg Quartet de George Balanchine - Mlle
- Joyaux de George Balanchine - Émeraudes et Rubis
- La Valse de George Balanchine
- Sonatine de George Balanchine
- In The Night de Jerome Robbins
- Le Sacre du Printemps de Pina Bausch - L'Élue
- Onéguine de John Cranko - Olga
- Rain de Anne Teresa De Keersmaeker - Alix
- Verklärte Nacht de Anne Teresa De Keersmaeker
- BlakeWorks I de William Forsythe
- In The Middle Somewhat Elevated de William Forsythe
- Of Any If And de William Forsythe
- La Sylphide de Pierre Lacotte - La Sylphide
- Paquita de Pierre Lacotte - Paquita, 3ème couple (Grand pas)
- Suite en Blanc de Serge Lifar - La Flûte
- Sleight Of Hand de Sol León et Paul Lightfoot
- Alea Sands de Wayne McGregor
- Amoveo de Benjamin Millepied - Pas de deux
- Clear, Loud, Bright, Forward de Benjamin Millepied
- Daphnis et Chloé de Benjamin Millepied - Lyceion
- La Nuit s'achève de Benjamin Millepied
- La Dame aux Camélias de John Neumeier - Marguerite, Olympia
- Le Chant de la Terre de John Neumeier
- Casse-Noisette de Rudolf Noureev - Clara
- Don Quichotte de Rudolf Noureev - Kitri
- La Belle au Bois Dormant de Rudolf Noureev - les Fées Jumelles
- Le Lac des cygnes de Rudolf Noureev - Odette/Odile, Pas de trois (femme), Soliste Czardas (femme)
- Roméo et Juliette de Rudolf Noureev - Juliette
- Afternoon of a Faun de Jerome Robbins
- En Sol de Jerome Robbins
- Les Variations Goldberg de Jerome Robbins - 3ème couple
- Trois Gnossiennes de Hans van Manen
- Polyphonia de Christopher Wheeldon

Avec d’autres compagnies
- Tchaïkovsky Pas de Deux de George Balanchine, pour les « Cartes blanches à Agnès Letestu »
- Delibes suites et Mi favorita de José Martinez
- Le pas de deux du 3e acte de Don Quichotte d’après Marius Petipa
- Limbs Theorem de William Forsythe
- Le pas de deux du balcon du Roméo et Juliette de Rudolf Noureev
- Le pas de deux du 2e acte de Giselle
- La Sylphide de François Alu

## Documentaires
- Rain[26],[27], documentaire d'Olivia Rochette et Gerard-Jan Claes sur le ballet Rain de Anne Teresa De Keersmaeker à l'Opéra national de Paris, 2012, 80 min
- La Danse à tout prix[28],[29],[30], reportage  télévisé de Carlos Simoes, 2012, 129 min, diffusé le 26 décembre 2012 sur France 2
- Haut vol, film de Louis de Caunes avec Léonore Baulac et Allister Madin, 1:14 min[22]